# Giancarlo Olivares
Giancarlo Olivares (né le 31 mai 1967 à Brescia) est un dessinateur de bande dessinée italien. 

## Biographie
Collaborateurs des éditions Bonelli, il est notamment connu pour avoir dessiné une dizaine d'albums de la série d'aventures Nathan Never entre 1996 et 2011, et pour avoir dessiné les 64 couvertures de la première série de Jonathan Steele (en) entre 1999 et 2004.

## Récompenses et distinctions
- 2008 : Prix Micheluzzi du meilleur dessinateur pour Nathan Never no 198